# Caloptilia aeolastis
Caloptilia aeolastis är en fjärilsart som först beskrevs av Edward Meyrick 1920.  Caloptilia aeolastis ingår i släktet Caloptilia och familjen styltmalar. Inga underarter finns listade i Catalogue of Life.